# Joseph T. Rucker
Joseph T. Rucker (Atlanta, 1 de janeiro de 1887 — San Francisco, 21 de outubro de 1957) é um diretor de fotografia estadunidense. Venceu o Oscar de melhor fotografia na edição de 1931 por With Byrd at the South Pole.